# King of Pop
King of Pop é a primeira coletânea interativa de Michael Jackson que contou com a opinião de seus fãs de todas as partes do mundo para seleção das faixas. A SonyBMG anunciou que o álbum terá o adicional de remix de Thriller inédito para sua divulgação. O lançamento se deu em 29 de agosto de 2008, dia que o cantor completou 50 anos de idade.
No  Brasil, a coletânea foi comercializada com o nome Michael Jackson: King of Pop - Brazilian Collection, lançada em parceria entre a Sony Music Entertainment e a Som Livre. A votação das músicas por parte dos fãs do cantor que seriam incluídas na versão brasileira do álbum teve início a 1 de agosto de 2008 no site da gravadora Som Livre, e término em 29 de agosto de 2008. O álbum vendeu em torno de 2 milhões de cópias mundialmente desde seu lançamento original.

## Versões
Abaixo, segue algumas das mais de 100 versões diferentes do álbum.

### Austrália
| Disc 1: 1. "Billie Jean" 2. "Man in the Mirror" 3. "Smooth Criminal" 4. "Beat It" 5. "Thriller" 6. "They Don't Care About Us" 7. "Who Is It" 8. "Black or White" 9. "You Rock My World" 10. "Wanna Be Startin' Somethin'" | Disc 2: 1. "Will You Be There" 2. "Give In to Me" 3. "You Are Not Alone" 4. "Say Say Say" 5. "Scream" 6. "State of Shock" 7. "Got the Hots" 8. "You Can't Win" 9. "Fall Again" 10. "Sunset Driver" 11. "Someone Put Your Hand Out" 12. "In the Back" 13. "We Are the World" 14. "One More Chance" 15. "Thriller Megamix" |

### Nova Zelândia
1. "Billie Jean"
2. "Thriller"
3. "Don't Stop 'til You Get Enough"
4. "Man in the Mirror"
5. "Black or White"
6. "Blame It on the Boogie"
7. "Beat It"
8. "Smooth Criminal"
9. "Bad"
10. "Rock With You"
11. "The Way You Make Me Feel"
12. "Heal the World"
13. "Scream"
14. "Dirty Diana"
15. "Remember the Time"
16. "They Don't Care About Us"
17. "Stranger in Moscow"
18. "Give in to Me"

### Hungria
1. "Billie Jean"
2. "Black or White"
3. "Thriller"
4. "Smooth Criminal"
5. "Earth Song"
6. "Bad"
7. "Beat It"
8. "Dirty Diana"
9. "They Don't Care About Us"
10. "Heal the World"
11. "Remember the Time"
12. "Say Say Say"
13. "Dangerous"
14. "Give In to Me"
15. "You Are Not Alone"
16. "Thriller Megamix"

### AlemanhaeSuíça
| 1. "Billie Jean" 2. "Beat It" 3. "Thriller" 4. "Smooth Criminal" 5. "Bad" 6. "Dirty Diana" 7. "Black or White" 8. "Man in the Mirror" 9. "Earth Song" 10. "Heal The World" 11. "They Don't Care About Us" 12. "Who Is It" 13. "Speechless" 14. "The Way You Make Me Feel" 15. "We've Had Enough" 16. "Remember the Time" | 1. "Whatever Happens" 2. "You Are Not Alone" 3. "Say Say Say" 4. "Liberian Girl" 5. "Wanna Be Startin' Somethin'" 6. "Don't Stop 'til You Get Enough" 7. "I Just Can't Stop Loving You" 8. "Give In to Me" 9. "Dangerous" 10. "Will You Be There" 11. "Scream" 12. "You Rock My World" 13. "Stranger in Moscow" 14. "Rock With You" 15. "Got the Hots" 16. "Thriller Megamix" |

### Japão
1. "Billie Jean"
2. "Man in the Mirror"
3. "Smooth Criminal"
4. "Thriller"
5. "Beat It"
6. "Bad"
7. "Black or White"
8. "Heal the World"
9. "Rock With You"
10. "Human Nature"
11. "We Are the World"
12. "Say Say Say"
13. "Scream"
14. "Remember the Time"
15. "Off the Wall"
16. "Ben"
17. "Thriller Megamix"

### Reino Unido
1. "Billie Jean"
2. "Bad"
3. "Smooth Criminal"
4. "Thriller"
5. "Black or White"
6. "Beat It"
7. "Wanna Be Startin' Somethin'"
8. "Don’t Stop 'til You Get Enough"
9. "The Way You Make Me Feel"
10. "Rock With You"
11. "You Are Not Alone"
12. "Man in the Mirror"
13. "Remember the Time"
14. "Scream"
15. "You Rock My World"
16. "They Don't Care About Us"
17. "Earth Song"

#### King of Pop: Deluxe Box Set Edition
| Disc 1 1. "Billie Jean" 2. "Bad" 3. "Smooth Criminal" 4. "Thriller" 5. "Black or White" 6. "Beat It" 7. "Wanna Be Startin' Somethin'" 8. "Don't Stop 'til You Get Enough" 9. "The Way You Make Me Feel" 10. "Rock With You" 11. "You Are Not Alone" 12. "Man in the Mirror" 13. "Remember the Time" 14. "Scream" 15. "You Rock My World" 16. "They Don't Care About Us" 17. "Earth Song" | Disc 2 1. "Dirty Diana" 2. "Say Say Say" 3. "Off the Wall" 4. "Human Nature" 5. "I Just Can't Stop Loving You" 6. "Heal the World" 7. "Will You Be There" 8. "Stranger in Moscow" 9. "Speechless" 10. "She's out of My Life" 11. "The Girl Is Mine" 12. "Butterflies" 13. "Who Is It" 14. "Ghosts" 15. "Blood on the Dance Floor" 16. "Workin' Day and Night" 17. "HIStory" 18. "Give In to Me" |

Disc 3
1. "Can't Let Her Get Away"
2. "On the Line"
3. "Someone Put Your Hand Out"
4. "Is It Scary?"
5. "Smile"
6. "Billie Jean" (Original 12" version)
7. "Wanna Be Startin' Somethin'" (Extended 12" mix)
8. "Bad" (Extended dance mix)
9. "The Way You Make Me Feel" (Extended dance mix)
10. "Another Part of Me" (Extended dance mix)
11. "Smooth Criminal" (Extended dance mix)
12. "Black or White" (Clivilles & Cole house/club mix)
13. "Thriller Megamix 2008"
14. "Who Is It" (IHS Mix )- [Bônus Track]

### Áustria
| 1. "Man in the Mirror" 2. "Smooth Criminal" 3. "Billie Jean" 4. "The Way You Make Me Feel" 5. "Black or White" 6. "Remember the Time" 7. "You Are Not Alone" 8. "Human Nature" 9. "Wanna Be Startin' Somethin'" 10. "They Don't Care About Us" 11. "Dirty Diana" 12. "We've Had Enough" 13. "Give In to Me" 14. "Will You Be There" 15. "Heal the World" 16. "Got the Hots" | 1. "ABC" 2. "Can You Feel It" 3. "Say Say Say" 4. "Thriller" 5. "Bad" 6. "Who Is It" 7. "Earth Song" 8. "Beat It" 9. "Rock With You" 10. "I Just Can't Stop Loving You" 11. "We Are the World" 12. "Stranger in Moscow" 13. "You Rock My World" 14. "Scream" 15. "Ghosts" 16. "Thriller Megamix" |

### Países Baixos
| 1. "Billie Jean" 2. "Thriller" 3. "Beat It" 4. "Smooth Criminal" 5. "Dirty Diana" 6. "Don't Stop 'til You Get Enough" 7. "Man in the Mirror" 8. "They Don't Care About Us" 9. "We are the World" 10. "Wanna Be Startin' Somethin'" 11. "The Way You Make Me Feel" 12. "Bad" 13. "Earth Song" 14. "Ben" 15. "Heal the World" 16. "Liberian Girl" 17. "Rock With You" | 1. "Can You Feel It" 2. "She's out of My Life" 3. "You Are Not Alone" 4. "Stranger in Moscow" 5. "The Girl Is Mine" 6. "Remember the Time" 7. "You Rock My World" 8. "Human Nature" 9. "Give In to Me" 10. "Will You Be There" 11. "Off the Wall" 12. "I'll Be There" 13. "Who Is It" 14. "Blood on the Dance Floor" 15. "Say Say Say" 16. "Blame It on the Boogie" 17. "Ghosts" 18. "Got the Hots" |

### Filipinas
| 1. "Blame It on the Boogie" 2. "Don't Stop 'til You Get Enough" 3. "Rock With You" 4. "Off the Wall" 5. "She's out of My Life" 6. "The Girl Is Mine" 7. "Thriller" 8. "Beat It" 9. "Billie Jean" 10. "Human Nature" 11. "P.Y.T. (Pretty Young Thing)" 12. "Bad" 13. "The Way You Make Me Feel" 14. "Man in the Mirror" 15. "I Just Can't Stop Loving You" 16. "Smooth Criminal" 17. "In the Closet" | 1. "Remember the Time" 2. "Heal the World" 3. "Black or White" 4. "Gone Too Soon" 5. "Dangerous" 6. "Scream" 7. "They Don't Care About Us" 8. "Earth Song" 9. "You Are Not Alone" 10. "Childhood" 11. "Blood on the Dance Floor" 12. "Invincible" 13. "We Are the World" 14. "Wanna Be Startin' Somethin' 2008" 15. "Say Say Say" 16. "Got the Hots" 17. "Thriller Megamix" |

### Bélgica
| 1. "Billie Jean" 2. "Beat It" 3. "Bad" 4. "Blood on the Dance Floor" 5. "Say Say Say" 6. "Can You Feel It" 7. "Blame It on the Boogie" 8. "Another Part of Me" 9. "Baby Be Mine" 10. "2 Bad" 11. "Dangerous" 12. "Dirty Diana" 13. "Don't Stop 'til You Get Enough" 14. "Earth Song" 15. "Childhood" 16. "Beautiful Girl" 17. "Come Together" 18. "Butterflies" 19. "Break of Dawn" 20. "Cry" | 1. "Heal the World" 2. "Ghosts" 3. "Burn This Disco Out" 4. "Can't Let Her Get Away" 5. "I Just Can't Stop Loving You" 6. "Thriller" 7. "Give in to Me" 8. "HIStory" 9. "Smooth Criminal" 10. "Human Nature" 11. "Remember the Time" 12. "Liberian Girl" 13. "Scream" 14. "D.S." 15. "Girlfriend" 16. "Jam" 17. "Rock With You" 18. "Man in the Mirror" 19. "For All Time" 20. "Don't Walk Away" |

### ChinaeHong Kong
| 1. "Billie Jean" 2. "Bad" 3. "Say Say Say" 4. "Thriller" 5. "Ghosts" 6. "Will You Be There" 7. "Heal the World" 8. "Smooth Criminal" 9. "Jam" 10. "Scream" 11. "I Just Can't Stop Loving You" 12. "Black or White" 13. "They Don't Care About Us" 14. "Come Together" 15. "We Are the World" | 1. "Don't Stop 'til You Get Enough" 2. "Beat It" 3. "Dangerous" 4. "Dirty Diana" 5. "You Are Not Alone" 6. "Remember the Time" 7. "The Way You Make Me Feel" 8. "Man in the Mirror" 9. "Earth Song" 10. "She's out of My Life" 11. "The Girl Is Mine" 12. "You Rock My World" 13. "Blood on the Dance Floor" 14. "Wanna Be Startin' Somethin'" 15. "Billie Jean 2008" 16. "Thriller Megamix" |